# Ácido alfa-aminoadípico
Ácido alfa-aminoadípico é um intermediário no metabolismo da lisina em plantas e animais, e é um intermediário na síntese da lisina em fungos.